# Marsens
Marsens (antiguamente en alemán Marsing o Marsingen) es una comuna suiza del cantón de Friburgo, situada en el distrito de Gruyère. Limita al norte con la comuna de Sorens, al noreste con Pont-en-Ogoz, al este con Hauteville y Corbières, al sureste con Echarlens, al sur con Riaz, y al suroeste con Sâles, Grangettes y Le Châtelard. 
El 1 de enero de 2001 el territorio de la comuna de Vuippens fue incorporado a la comuna de Marsens.

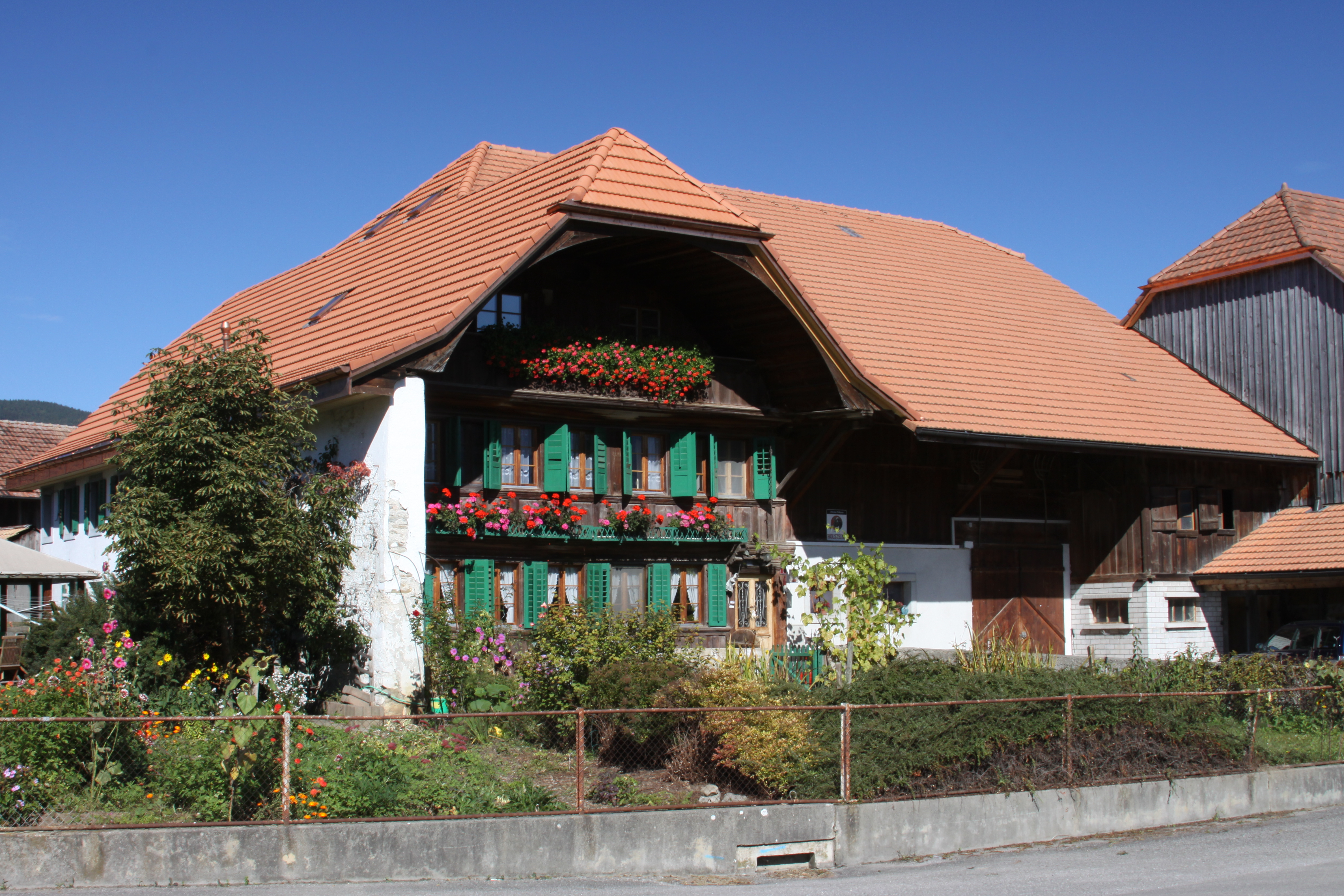
Granja en Marsens.